# Liste der größten deutschen Onshore-Windparks
Die Liste der größten deutschen Onshore-Windparks bietet einen Überblick über die größten in Deutschland errichteten Windparks, geordnet nach der installierten Nennleistung. Die Liste enthält ausschließlich Windparks mit einer Gesamtnennleistung von mindestens 40 MW. Weitere Windparks und einzelne Windkraftanlagen in Deutschland sind den folgenden bundesländerspezifischen Listen zu finden:
- Baden-Württemberg
- Bayern
- Berlin und Brandenburg
- Bremen, Hamburg und Niedersachsen
- Hessen
- Mecklenburg-Vorpommern
- Nordrhein-Westfalen
- Rheinland-Pfalz
- Saarland
- Sachsen
- Sachsen-Anhalt
- Schleswig-Holstein
- Thüringen

Offshore-Windparks sind in der Liste der Offshore-Windparks verzeichnet.

## Übersicht
| Name                                                                         | Baujahr | Gesamt- leistung (MW) (installiert) | Anzahl (WKA) | Typ (WKA) | Ort (Stadt / Gemeinde / Gemeindeverband)                                 | Land                   | Koordinaten                     | Projektierer / Betreiber                                                                                       |
| ---------------------------------------------------------------------------- | --- | ----------------------------------- | ------------ | --- | ------------------------------------------------------------------------ | ---------------------- | ------------------------------- | --- |
| Windpark Holtriem-Dornum (incl. Windpark Roggenstede und Windpark Ochtersum) | 1987 1993 1996 1997-1998 2005 2009 2010 2011-2012 2013 2015 2016-2018                                         | 318,2                               | 153          | Vestas V39-500kW (2×) Enercon E-40/5.40 (11×) Enercon E-66/15.66 (31×) Enercon E-48 (3×) Enercon E-70 (29×) Enercon E-82 (40×) Enercon E-92 (5×) Enercon E-115 (13×) Enercon E-101 (19×) | Samtgemeinde Holtriem Dornum Roggenstede Schwittersum Ochtersum Nenndorf | Niedersachsen          | 53° 36′ 37″ N, 7° 25′ 45″ O     | WP Norderland & Holtriemer Hammerich I, Pommer & Schwarz EEG                                                   |
| Windpark Friedrichskoog (incl. Windpark Kronprinzenkoog)                     | 1993 1996 1998 2005 2006 2010 2011 2012 2015-2016                                                             | 302,45                              | 147          | Nordtank NTK 300/31 (1×) Nordtank NTK 500/37 (1×) AN Bonus 37/450 (2×) AN Bonus 44/600 (4×) Vestas V39-500kW (1×) Vestas V44-600kW (1×) Enercon E-40/5.40 (9×) Enercon E-66/15.66 (3×) REpower MM82 (10×) REpower MM92 (4×) Enercon E-53 (2×) Enercon E-70 (64×) Enercon E-82 E2 (12×) Enercon E-82 E3 (4×) Enercon E-92 (10×) Nordex N90/2300 (1×) Nordex N100/2500 (1×) REpower 3.4M104 (5×) Senvion 3.2M114 (5×) Senvion 3.4M114 (4×) Enercon E-101 (1×) Enercon E-115 (2×) | Friedrichskoog Dieksanderkoog Rathjensdorf Kronprinzenkoog Marnerdeich   | Schleswig-Holstein     | 53° 58′ 26″ N, 8° 56′ 0″ O      | Denker&Wulf |
| Bürgerwindpark Reußenköge                                                    | 1999 2003 2004 2008 2009–2010 2014 2016-2017 2020 2021                                                        | 293,4                               | 85           | Vestas V112-3.3MW (17×) Vestas V112-3.45MW (50×) Nordex N117/3600 (18×) | Reußenköge                                                               | Schleswig-Holstein     | 54° 36′ 40″ N, 8° 54′ 13″ O     | WP Reußenköge I – V, Dirkshof, Diverse                                                                         |
| Windfeld Uckermark                                                           | 1993 1994 1995 1998 1999 2000 2001 2002 2005 2006 2009 2010 2011 2012 2013 2014 2015 2016 2017 2018 2019 2020 | 242,5                               | 112          | Micon M750-400 (1×) Vestas V39-500kW (3×) Enercon E-40/5.40 (6×) Micon M1500-600 (3×) Micon M1500-750 (1×) Senvion 3.2M114 (6×) Senvion 3.4M114 (1×) Nordex N54 (1×) Enercon E-82 E2 (16×) Enercon E-66/15.66 (1×) Tacke TW 1.5s (8×) Jacobs MD77 (5×) Enercon E-53 (1×) Enercon E-82 (8×) Enercon E-66/18.70 (1×) Enercon E-70 (5×) Enercon E-92 (4×) Enercon E-101 (3×) Enron Wind 1.5sl (6×) GE Wind Energy 3.6-137 (6×) Fuhrländer FL MD70 (1×) Vestas V112-3.0MW (9×) Vestas V112-3.3MW (2×) Vestas V117-3.45MW (6×) Vestas V126-3.3MW (3×) Nordex N100/2500 (1×) ENO Energy ENO 114 4.0 (1×) ENO Energy ENO 126 3.5 (1×) ENO Energy ENO 126 4.0 (2×) | Nordwestuckermark Prenzlau Schenkenberg Schönfeld Kleptow                | Brandenburg            | 53° 20′ 18″ N, 13° 45′ 52″ O    | Enertrag |
| RH2-Werder/Kessin/Altentreptow                                               | 2001 2003–2004 2010 2011–2012 2013 2014–2015 2016 2017                                                        | 202,85                              | 57           | Vestas V80-2MW (13×) Enercon E-53 (1×) Enercon E-126 (14×) Enercon E-82 E2 (17×) Enercon E-101 (4×) Enercon E-92 (7×) Vestas V112-3.3MW (1×) | Treptower Tollensewinkel                                                 | Mecklenburg-Vorpommern | 53° 42′ 55″ N, 13° 19′ 11″ O    | WIND-projekt                                                                                                   |
| Windpark Stößen-Teuchern                                                     | 1999 2001 2002 2005 2010 2012 2013 2017-2018 2020                                                             | 188,1                               | 80           | Enercon E-66/15.66 (25×) GE Wind Energy 1.5sl (7×) Enercon E-70 (9×) Enercon E-82 (1×) Enercon E-126 (3×) Enercon E-82 E2 (12×) Vestas V112-3.0MW (4×) Enercon E-101 (10×) Enercon E-115 (2×) Enercon E-126 EP3 (3×) Enercon E-138 EP3 (4×) | Teuchern                                                                 | Sachsen-Anhalt         | 51° 7′ 54″ N, 11° 57′ 51″ O     | AEZ GmbH, Thüga, WP Prittitz                                                                                   |
| Windpark Ketzin                                                              | 1995 2000 2001 2005 2006 2009 2010 2011 2013 2015 2016                                                        | 175,2                               | 82           | Enercon E-66/18.70 (4×) Nordex N90/2300 (8×) Enercon E-70 (26×) Vestas V80-2MW (12×) Vestas V90-2MW (16×) Enercon E-82 (13×) Vestas V126-3.3MW (3×) | Ketzin                                                                   | Brandenburg            | 52° 32′ 23″ N, 12° 52′ 18″ O    | mdp, wpd, Planet Energy, Wenger-Rosenau, Ventotec                                                              |
| Windpark Hüselitz                                                            | 2015–2016 2017                                                                                                | 151,3                               | 46           | Vestas V112-3.3MW (42×) Vestas V126–3.45MW (4×) | Tangerhütte-Hüselitz                                                     | Sachsen-Anhalt         | 52° 30′ 57″ N, 11° 46′ 51″ O    | CPC Germania GmbH & Co. KG                                                                                     |
| Windfeld Wangenheim-Hochheim-Ballstädt-Westhausen                            | 1999 2001 2005 2012 2013–2014 2015 2016 2018 2020                                                             | 152,25                              | 65           | Tacke TW 1.5s (6×) Enercon E-66/18.70 (7×) Vestas V90-2MW (16×) Enercon E-70 (3×) Enercon E-82 (3×) Enercon E-82 E2 (3×) Enercon E-92 (1×) Vestas V112–3.0MW (7×) Vestas V112-3.3MW (1×) Vestas V117-3.3MW (1×) Vestas V126-3.3MW (5×) Vestas V136-3.45MW (2×) Vestas V150-4.2MW (3×) Nordex N117/2400 (7×) | Bad Langensalza Nessetal                                                 | Thüringen              | 51° 1′ 54″ N, 10° 37′ 47″ O     | Boreas, Enercon Invest, GSW                                                                                    |
| Windpark Odervorland                                                         | 2007 2008 2012 2014 2016 2023                                                                                 | 133,9                               | 41           | Siemens SWT-2.3-93 (2×) Vestas V90-2.0MW (14×) Vestas V112-3.45MW (18×) Vestas V138-5.6MW (7×) | Jacobsdorf                                                               | Brandenburg            | 52° 21′ 17″ N, 14° 22′ 23″ O    | MLK-Gruppe |
| Windpark Asseln                                                              | 1994 1995 1996 1997 1998 1999 2001 2007 2008 2015 2015–2016 2019-2020                                         | 129,445                             | 92           | Nordex N27/250 (4×) Tacke TW 600 (1×) Micon M1500-500 (1×) Micon M700-225 (1×) Enercon E-40/5.40 (28×) Enercon E-30/2.30 (1×) Enercon E-66/15.66 (2×) AN Bonus 44/600 (3×) Nordex N43 (4×) Südwind N3127 (1×) Südwind S46/750 (3×) Vestas V44-600kW (1×) Enercon E-40/6.44 (1×) Enercon E-53 (3×) Enercon E-70 E4 (1×) Enercon E-82 E2 (7×) Enercon E-92 (14×) Enercon E-101 (6×) Enercon E-115 (10×) | Asseln (Lichtenau)                                                       | Nordrhein-Westfalen    | 51° 38′ 25″ N, 8° 54′ 44″ O     | Asselner Windkraft, WINKRA Lichtenau, Eggewind Asseln                                                          |
| Windpark Feldheim                                                            | 1998 2002 2005 2006 2014 2016-2017 2019                                                                       | 128,2                               | 53           | BWU 1000/57 (1×) Enercon E-66/15.66 (4×) Enercon E-66/18.70 (7×) Enercon E-70 (16×) Enercon E-115 (22×) Enercon E-141 EP4 (3×) | Feldheim Treuenbrietzen                                                  | Brandenburg            | 52° 0′ 5″ N, 12° 49′ 51″ O      | Energiequelle                                                                                                  |
| Windpark Esperstedt-Obhausen                                                 | 2001 2005–2006 2009–2010 2012 2013                                                                            | 122,1                               | 58           | Enercon E-66/18.70 (30×) Enercon E-70 (5×) Fuhrländer FL 2500 (16×) Enercon E-53 (1×) Enercon E-82 E2 (1×) Enercon E-101 (5×) | Mücheln (Geiseltal) Teutschenthal Weida-Land                             | Sachsen-Anhalt         | 51° 23′ 44″ N, 11° 42′ 33″ O    | HSE, MBBF, Global Wind Power, N-ERGIE                                                                          |
| Windpark Biere-Borne                                                         | 1999 2000 2001 2002 2004 2009 2011–2012 2016                                                                  | 114,45                              | 72           | Wind World W5200 (17×) NEG Micon NM52/900 (3×) NEG Micon NM60/1000 (3×) NEG Micon NM72/1500 (7×) NEG Micon NM82/1500 (10×) Vestas V80-2MW (1×) Vestas V90-3MW (1×) Enercon E-82 (15×) Enercon E-82 E2 (13×) Vestas V112-3.3MW (2×) | Egelner Mulde Bördeland                                                  | Sachsen-Anhalt         | 51° 57′ 39″ N, 11° 36′ 23″ O    | mdp |
| Windpark Wybelsumer Polder                                                   | 1994 1995 2001 2004–2005 2007 2010 2014                                                                       | 106,25                              | 58           | Enercon E-66/15.66 (40×) Tacke TW 500 (3×) Enercon E-40/5.40 (3×) Enercon E-112 (4×) Enercon E-82 (2×) Enercon E-82 E2 (1×) Enercon E-126 (1×) Enercon E-82 E2 (1×) Enercon E-101 (3×) | Emden                                                                    | Niedersachsen          | 53° 20′ 15″ N, 7° 5′ 45″ O      | Stadtwerke Emden, EWE AG                                                                                       |
| Windpark Ihlow                                                               | 1992 1995 1999–2001 2002 2009–2010 2017-2018                                                                  | 102,34                              | 54           | Tacke TW 60 (1×) Enercon E-18 (1×) Vestas V39-500kW (1×) Enercon E-66/15.66 (26×) Enercon E-66/18.70 (6×) Enercon E-82 E2 (9×) Enercon E-101 (10×) | Ihlow                                                                    | Niedersachsen          | 53° 23′ 17″ N, 7° 22′ 40″ O     | WP Ihlow |
| Windpark Heidehof                                                            | 2006 2012–2013                                                                                                | 98,8                                | 47           | Enercon E-70 (31×) Enercon E-82 E2 (16×) | Jüterbog                                                                 | Brandenburg            | 52° 0′ 56″ N, 13° 11′ 36″ O     | Energiequelle, LHI Leasing, Enercon Invest                                                                     |
| Windpark Klettwitz                                                           | 1999 2006 2014–2015                                                                                           | 93,1                                | 29           | Vestas V90-2MW (2×) Vestas V112-3.3MW (27×) | Schipkau                                                                 | Brandenburg            | 51° 32′ 47″ N, 13° 52′ 7″ O     | Ventotec |
| Windpark Schinne-Grassau                                                     | 2007–2009 2012 2014 2020                                                                                      | 93,5                                | 44           | Enercon E-70 (27×) Enercon E-82 E2 (9×) Enercon E-92 (8×) | Bismark (Altmark)                                                        | Sachsen-Anhalt         | 52° 39′ 46″ N, 11° 42′ 33″ O    | Enercon Invest                                                                                                 |
| Windpark Druiberg                                                            | 1993 1995 2004–2006 2010 2012 2014 2015–2016 2017                                                             | 92,4                                | 43           | Micon M1500-600 (1×) Enercon E-66/20.70 (16×) Enercon E-70 (14×) Enercon E-112 (1×) Enercon E-82 E2 (5×) Enercon E-92 (2×) Enercon E-53 (1×) Enercon E-115 (1×) Enercon E-101 (2×) | Huy Osterwieck                                                           | Sachsen-Anhalt         | 51° 59′ 23″ N, 10° 50′ 0″ O     | Energiepark Druiberg                                                                                           |
| Windpark Beesenstedt-Rottelsdorf                                             | 1999 2000 2003 2004 2006 2008 2010 2015 2020                                                                  | 89,3                                | 46           | Tacke TW 1.5s (11×) Enron Wind 1.5sl (8×) GE Wind Energy 1.5sl (3×) Vestas V80-2MW (5×) Vestas V90-2MW (2×) Enercon E-82 (12×) Senvion 3.0M122 (3×) Vestas V126-3.45MW (2×) | Gerbstedt Salzatal                                                       | Sachsen-Anhalt         | 51° 34′ 47″ N, 11° 42′ 31″ O    | Landgut Nuscheler, Ostwind                                                                                     |
| Windpark Ausleben-Badeleben-Wormsdorf                                        | 1997 1998–1999 2005 2013                                                                                      | 87,65                               | 60           | Nordtank NTK600/43 (17×) NEG Micon NM60/1000 (3×) AN Bonus 1000/54 (11×) Nordex N60 (1×) Enercon E-70 (5×) Vestas V80-2MW (12×) Enercon E-82 E2 (8×) Enercon E-101 (3×) | Obere Aller Westliche Börde                                              | Sachsen-Anhalt         | 52° 7′ 24″ N, 11° 9′ 36″ O      | mdp, wind7, WindStrom                                                                                          |
| Windpark Saterland                                                           | 2000 2005 2012–2013                                                                                           | 86,5                                | 33           | AN Bonus 1300/62 (5×) Enercon E-70 (4×) Enercon E-101 (24×) | Saterland                                                                | Niedersachsen          | 53° 4′ 15″ N, 7° 44′ 21″ O      | Raiffeisen-WP Saterland, Windenergie Ostermoor, InnoVent, NewEn                                                |
| Windpark Alsleben                                                            | 2005-2007 2016                                                                                                | 83,35                               | 47           | GE Wind Energy 1.5sl (36×) Südwind S77 (1×) Vestas V90-2MW (1×) GE Wind 2.75-120 (3×) Enercon E-92 (1×) Enercon E-101 (5×) | Saale-Wipper                                                             | Sachsen-Anhalt         | 51° 43′ 16″ N, 11° 38′ 39″ O    | DEW21, Heliotec, eab                                                                                           |
| Windpark Blaue Warthe                                                        | 1999 2002 2003 2004 2009 2012–2014 2016                                                                       | 83,05                               | 46           | Wind World W5200 (16×) NEG Micon NM72/1500 (5×) NEG Micon NM52/900 (2×) Enercon E-70 (20×) REpower MD77 (1×) REpower 3.4M104 (1×) Enercon E-92 (1×) | Aschersleben Saale-Wipper                                                | Sachsen-Anhalt         | 51° 47′ 55″ N, 11° 29′ 31″ O    | Energiequelle, mdp, wpd                                                                                        |
| Windfeld Randowhöhe                                                          | 2003–2004 2005 2018 2020                                                                                      | 82,8                                | 47           | Enercon E-66/18.70 (9×) GE Wind Energy 1.5sl (6×) Südwind S77 (10×) Vestas V80-2MW (12×) REpower MD77 (8×) Enercon E-82 E2 (1×) Enercon E-147 EP5 E1 (1×) | Gramzow Randowtal Uckerfelde                                             | Brandenburg            | 51° 28′ 27″ N, 13° 14′ 59″ O    | Enertrag |
| Windpark Rastenberg-Olbersleben                                              | 1997 2000 2005 2009 2012–2013 2014                                                                            | 82,65                               | 40           | Enercon E-40/5.40 (2×) Enercon E-40/6.44 (1×) Gamesa G80 (6×) Vestas V90-2MW (20×) | Buttstädt Kölleda                                                        | Thüringen              | 51° 10′ 23″ N, 11° 21′ 2″ O     | WP Rastenberg, Boreas                                                                                          |
| Windpark Egeln-Nord                                                          | 1997 1999–2002 2003 2005 2009 2010 2019-2020                                                                  | 79,1                                | 39           | Enercon E-112 (1×) Enercon E-66/18.70 (9×) GE Wind Energy 1.5s (3×) Vestas V90-2MW (6×) Vestas V90-3MW (1×) Vestas V80-2MW (13×) Vestas V117-3.3MW (3×) Fuhrländer FL MD70 (2×) Fuhrländer FL MD77 (2×) | Egelner Mulde                                                            | Sachsen-Anhalt         | 51° 58′ 33″ N, 11° 27′ 7″ O     | Volkswind, Prokon                                                                                              |
| Windpark Wiesmoor                                                            | 2001 2003–2004 2010                                                                                           | 77,4                                | 42           | Enercon E-66/18.70 (33×) Enercon E-82 (9×) | Großefehn Wiesmoor                                                       | Niedersachsen          | 53° 21′ 47″ N, 7° 42′ 18″ O     | Energiequelle                                                                                                  |
| Windpark Dorna-Kemberg-Schnellin                                             | 1999 2000 2002 2005 2012 2014 2015                                                                            | 77,1                                | 43           | Enercon E-66/15.66 (13×) Südwind S70 (10×) Vestas V80-2MW (10×) Vestas V90-2MW (5×) Nordex N117/2400 (4×) Vestas V112-3.0MW (1×) | Bad Schmiedeberg Kemberg                                                 | Sachsen-Anhalt         | 51° 46′ 28″ N, 12° 42′ 3″ O     | EnBW, E.ON Climate & Renewables, WP Dorna                                                                      |
| Windfeld Sonnenberg                                                          | 2005 | 76,9                                | 39           | Enercon E-70 (37×) Gamesa G58 (2×) | Oschersleben (Bode)                                                      | Sachsen-Anhalt         | 52° 1′ 40″ N, 11° 22′ 4″ O      | Enertrag, Infigen                                                                                              |
| Windpark Jännersdorf                                                         | 2004 2018 | 75,2                                | 35           | Vestas V90-2MW (31×) Vestas V117-3.3MW (4×) | Jännersdorf Porep                                                        | Brandenburg            | 53° 19′ 15″ N, 12° 1′ 37″ O     | WKN Windkraft Nord                                                                                             |
| Windpark Altenautal                                                          | 1995 1999 2000 2002 2012 2016 2021                                                                            | 75,05                               | 50           | Nordex N43 (15×) Nordex N60/1300 (15×) Südwind S46 (3×) Enercon E-53 (3×) Enercon E-82 E2 (1×) Enercon E-115 (12×) Vestas V126-3.45MW (1×) | Atteln Etteln Henglarn                                                   | Nordrhein-Westfalen    | 51° 37′ 2″ N, 8° 48′ 12″ O      | DEAG, SunMedia Energieanlagen, VEP WP Altenautal                                                               |
| Windpark Bornstedt-Nordgermersleben-Rottmersleben-Schackensleben             | 2000 2002 2004 2003 2006                                                                                      | 71,3                                | 48           | Enercon E-40/5.40 (6×) AN Bonus 2300/82 (16×) GE Wind Energy 1.5sl (7×) Vestas V80-2MW (19×) | Hohe Börde                                                               | Sachsen-Anhalt         | 52° 11′ 33″ N, 11° 22′ 5″ O     | Germania Windpark, Prokon, WindStrom                                                                           |
| Windpark Gerbstedt-Ihlewitz                                                  | 1999 2000 2001 2002 2003 2008 2009 2021                                                                       | 72,0                                | 41           | Nordex N60/1300 (19×) Nordex N62/1300 AN Bonus 1300/62 (1×) GE Wind Energy 1.5sl (4×) Enercon E-53 (3×) Vestas V90-2MW (2×) Vestas V126-3.3MW (9×) | Gerbstedt                                                                | Sachsen-Anhalt         | 51° 38′ 33″ N, 11° 39′ 30″ O    | e.n.o. energy, wpd, Ostwind                                                                                    |
| Hunsrück-Windpark Ellern                                                     | 2012 2012–2013                                                                                                | 70,5                                | 16           | Enercon E-126 (5×) Enercon E-101 (11×) | Rheinböllen                                                              | Rheinland-Pfalz        | 49° 57′ 53″ N, 7° 39′ 9″ O      | juwi Holding, Verbund AG                                                                                       |
| Windpark Haren                                                               | 2004 2011 | 70,1                                | 32           | Enercon E-66/18.70 (2×) Enercon E-66/20.70 (13×) Enercon E-82 E2 (15×) Enercon E-101 (2×) | Haren (Ems)                                                              | Niedersachsen          | 52° 52′ 3″ N, 7° 8′ 20″ O       | Agro&WEA, Bürger-WP Haren, Boven Energie                                                                       |
| Windpark Königshovener Höhe                                                  | 2014-2015 | 67,2                                | 21           | Senvion 3.2M114 (21×) | Bedburg                                                                  | Nordrhein-Westfalen    | 51° 2′ 28″ N, 6° 31′ 48″ O      | RWE Innogy, BMR, Stadt Bedburg                                                                                 |
| Windpark Madfeld-Bleiwäsche                                                  | 1999 2002 2004 2005 2006 2010 2017                                                                            | 65,95                               | 39           | Tacke TW 1.5s (6×) Südwind S46 (2×) DeWind D6/64 (1×) Enercon E-66/15.66 (12×) Fuhrländer FL MD70 (2×) Enercon E-48 (1×) Enercon E-82 (7×) | Bad Wünnenberg Brilon                                                    | Nordrhein-Westfalen    | 51° 26′ 43″ N, 8° 41′ 49″ O     | Windfang |
| Windpark Altenbruch                                                          | 1998–1999 2008–2009 2016                                                                                      | 65,6                                | 22           | Siemens SWT-3.6-107 (3×) Vestas V80-2MW (3×) Vestas V90-3MW (3×) Nordex N117/3300 (11×) Senvion 3.4M114 (2×) | Cuxhaven                                                                 | Niedersachsen          | 53° 49′ 4″ N, 8° 4′ 44″ O       | PNE Wind |
| Windpark Hakenstedt                                                          | 2001 2003 2006 2007 2011                                                                                      | 64,1                                | 34           | Nordex N62/1300 (6×) Vestas V80-2MW (27×) Enercon E-82 E2 (1×) | Flechtingen                                                              | Sachsen-Anhalt         | 52° 10′ 35″ N, 11° 18′ 0″ O     | Prokon, WindStrom                                                                                              |
| Windpark Cottbuser Halde                                                     | 2005 2009 | 64,0                                | 32           | Vestas V90-2MW (32×) | Dissenchen                                                               | Brandenburg            | 51° 56′ 46″ N, 14° 27′ 46″ O    | Ostwind |
| Windpark Thurland                                                            | 2002 2005 2006 2007 2013                                                                                      | 62,7                                | 32           | Enron Wind 1.5sl (5×) DeWind D8 (5×) Enercon E-66/20.70 (4×) Enercon E-70 (17×) Enercon E-82 E2 (1×) | Bitterfeld-Wolfen Raguhn-Jeßnitz                                         | Sachsen-Anhalt         | 51° 42′ 28″ N, 12° 14′ 21″ O    | Enertrag, WSB, WP Thurland                                                                                     |
| Windfeld Rheinhessen-Pfalz                                                   | 1998 1999 2000 2002 2004 2012 2013                                                                            | 61                                  | 25           | Enercon E-40/5.40 (2×) Neg Micon NM60/1000 (4×) GE Wind Energy 1.5s (8×) Enercon E-66/18.70 (1×) REpower 3.2M114 (3×) Vestas V112-3.0MW (7×) | Alzey-Land Stetten Kirchheimbolanden                                     | Rheinland-Pfalz        | 49° 41′ 21″ N, 8° 6′ 25″ O      | juwi, BVT |
| Windpark Kirchberg im Faas                                                   | 2011–2012 2013                                                                                                | 59,8                                | 26           | Enercon E-82 E2 (26×) | Kirchberg Simmern/Hunsrück                                               | Rheinland-Pfalz        | 50° 0′ 12″ N, 7° 23′ 12″ O      | Cerventus |
| Windpark Eckolstädt                                                          | 1996 1999 2001 2003 2012 2013                                                                                 | 59,1                                | 41           | Enercon E-40/5.40 (9×) AN Bonus 1300/62 (12×) Enercon E-66/15.66 (2×) Enercon E-48 (1×) Vestas V90-2MW (13×) Enercon E-82 E2 (4×) | Bad Sulza                                                                | Thüringen              | 51° 2′ 26″ N, 11° 37′ 13″ O     | EDF EN, Energroen, Energie in Bürgerhand Weimar                                                                |
| Windpark Büttstedt                                                           | 2002–2004 2009 2013–2014                                                                                      | 58,1                                | 33           | Enercon E-66/18.70 (20×) Enercon E-40/6.44 (1×) Enercon E-70-E4 (4×) Enercon E-82 E2 (5×) | Büttstedt Dingelstädt Effelder                                           | Thüringen              | 51° 14′ 51″ N, 10° 17′ 2″ O     | GERES Group |
| Windpark Molau-Leislau                                                       | 2002 2009 2010 2011 2012                                                                                      | 58                                  | 31           | Vestas V66-1.65MW (16×) Enercon E-82 (10×) Vestas V112–3.0MW (1×) | Wethautal Naumburg (Saale)                                               | Sachsen-Anhalt         | 51° 4′ 22″ N, 11° 47′ 22″ O     | Ostwind, mdp, GGEW, NUON                                                                                       |
| Windpark Fehmarn-Mitte                                                       | 1991–1996 2006-2007                                                                                           | 57,5                                | 25           | Enercon E-70 (25×) | Fehmarn                                                                  | Schleswig-Holstein     | 54° 29′ 0″ N, 11° 6′ 36″ O      | WP Fehmarn-Mitte                                                                                               |
| Windpark Wörrstadt                                                           | 2009 2011 2011–2012 2012                                                                                      | 55                                  | 22           | Enercon E-82 (5×) Enercon E-82 E2 (5×) Kenersys K100 (5×) Enercon E-101 (7×) | Wörrstadt                                                                | Rheinland-Pfalz        | 49° 49′ 48″ N, 8° 8′ 19″ O      | juwi Holding, ATS, EWR                                                                                         |
| Windpark Harthäuser Wald                                                     | 2015 2017 | 54,9                                | 18           | Enercon E-115 (18×) | Widdern Hardthausen a. K. Jagsthausen Möckmühl Forchtenberg              | Baden-Württemberg      | 49° 17′ 46″ N, 9° 24′ 56″ O     | ZEAG, Bürgerenergie Hardthausen                                                                                |
| Windpark Ahrenswohlde-Wohnste                                                | 2001 2002 2009 2011–2012                                                                                      | 52,9                                | 23           | Enercon E-82 E2 (23×) | Ahlerstedt Sittensen                                                     | Niedersachsen          | 53° 22′ 24″ N, 9° 29′ 49″ O     | AWOMO |
| Windpark Raitenbucher Forst                                                  | 2017 | 52,8                                | 16           | Nordex N131/3300 (16×) | Raitenbuch Schernfeld                                                    | Bayern                 | 48° 58′ 51″ N, 11° 6′ 9″ O      | Ostwind, Stadtwerke Weißenburg                                                                                 |
| Windpark Lauterstein                                                         | 2015–2017 | 52,25                               | 19           | GE Wind Energy 2.75-120 (16×) | Lauterstein                                                              | Baden-Württemberg      | 48° 44′ 24″ N, 9° 53′ 23″ O     | wpd |
| Windpark Lettweiler Höhe                                                     | 2000 2001 2002 2012 2013 2014                                                                                 | 52,2                                | 21           | DeWind D6/62 (1×) Vestas V80-2MW (1×) GE Wind Energy 1.5s (1×) REpower 3.4M104 (3×) GE Wind Energy 2.5-120 (15×) | Alsenz-Obermoschel Meisenheim                                            | Rheinland-Pfalz        | 49° 43′ 16″ N, 7° 43′ 19″ O     | juwi |
| Windpark Borringhauser Moor                                                  | 2001 2016 | 49,8                                | 12           | Siemens SWT-3.3-130 (12×) | Borringhausen                                                            | Niedersachsen          |                                 | |
| Windpark Goldner Steinrück                                                   | 1996–1997 1998 2000–2001 2011 2012 2013 2020                                                                  | 49,65                               | 39           | Micon M1500-500 (6×) Wind World W4200 (5×) Enercon E-40/5.40 (5×) DeWind D6/62 (1×) Nordex N62 (1×) AN Bonus 1300/62 (12×) Enercon E-82 E2 (9×) Enercon E-101 (1×) | Lautertal Ulrichstein                                                    | Hessen                 | 50° 36′ 11″ N, 9° 14′ 38″ O     | hessenEnergie, Stadtwerke Ulrichstein, Bürgerwind Ulrichstein, Energiekontor, Cerventus, BMO Windenergie, juwi |
| Windpark Schleiden-Schöneseiffen                                             | 2000 2011 2015                                                                                                | 49,45                               | 19           | Tacke TW 1.5 (5×) Enercon E-82 E2 (1×) Enercon E-101 (13×) | Schöneseiffen                                                            | Nordrhein-Westfalen    | 50° 31′ 1″ N, 6° 22′ 25″ O      | ABO Wind, GLS Bank, Mark-E                                                                                     |
| Windpark Köhlen                                                              | 2016 | 48,8                                | 16           | Enercon E-101 (16×) | Köhlen                                                                   | Niedersachsen          | 53° 32′ 20″ N, 8° 57′ 10″ O     | PNE |
| Windpark Heimersheim                                                         | 2001 2006 2011–2012 2013–2014 2016                                                                            | 47,1                                | 17           | Enercon E-66/18.70 (3×) Enercon E-48 (2×) REpower 3.4M104 (10×) Enercon E-101 (1×) Enercon E-115 (1×) | Alzey Alzey-Land                                                         | Rheinland-Pfalz        | 49° 45′ 51″ N, 8° 3′ 35″ O      | juwi Holding, e-rp, Stadtwerke Mainz, GAIA                                                                     |
| Windfeld Wolfsmoor                                                           | 2007-2008 2016                                                                                                | 46,3                                | 23           | Enercon E-82 (23×) | Brüssow                                                                  | Brandenburg            | 53° 23′ 48″ N, 14° 10′ 9″ O     | Enertrag |
| Windpark Holßel                                                              | 1999 2011–2012                                                                                                | 46,0                                | 20           | Enercon E-82 E2 (20×) | Langen                                                                   | Niedersachsen          | 53° 41′ 3″ N, 8° 38′ 46″ O      | Energiekontor                                                                                                  |
| Windpark Elster                                                              | 2000–2002 2007 2012                                                                                           | 44,9                                | 57           | Enercon E-40/6.44 (50×) Enercon E-70 (4×) Enercon E-82 E2 (3×) | Jessen (Elster) Zahna-Elster                                             | Sachsen-Anhalt         | 51° 50′ 18″ N, 12° 52′ 31″ O    | wpd, WSB |
| Windpark Zerbst                                                              | 2015 2017 | 44,4                                | 14           | Siemens SWT-3.0-113 (10×) Siemens SWT-3.6-130 (4×) | Zerbst/Anhalt                                                            | Sachsen-Anhalt         | 52° 0′ 8″ N, 12° 7′ 23″ O       | |
| Windpark Stegelitz-Ziepel-Tryppehna                                          | 1996 2008–2009                                                                                                | 43,6                                | 18           | Tacke TW 600 (1×) Enercon E-82 E3 (9×) Vestas V90-2MW (8×) | Möckern                                                                  | Sachsen-Anhalt         | 52° 10′ 42″ N, 11° 53′ 10″ O    | Boreas, Drewag, Germania Windpark, Lorica, WP Ziepel                                                           |
| Windpark Kührstedt-Alfstedt                                                  | 2017 | 43,2                                | 13           | Siemens SWT-3.2-113 (5×) Senvion 3.4M114 (8×) | Kührstedt Alfstedt                                                       | Niedersachsen          | 53° 36′ 25″ N, 8° 47′ 35″ O     | PNE Wind |
| Windpark Ullersdorf                                                          | 2013–2014 | 43,2                                | 18           | Nordex N117/2400 (18×) | Jamlitz                                                                  | Brandenburg            | 52° 3′ 36,4″ N, 14° 22′ 55,6″ O | Steag |
| Windpark Gau-Bickelheim                                                      | 2005 2012–2013                                                                                                | 42,4                                | 21           | Enercon E-48 (5×) Kenersys K110 (16×) | Alzey-Land Wöllstein Wörrstadt                                           | Rheinland-Pfalz        | 49° 48′ 48″ N, 8° 1′ 4″ O       | GAIA, juwi Holding, ATS                                                                                        |
| Windpark Holleben-Bad Lauchstädt (inkl. Windpark Große Schanze)              | 2004 2012 2023                                                                                                | 42                                  | 46           | GE Wind Energy 1.5sl (17×) Vestas V90-2MW (21×) Vestas V162 (8×) | Teutschenthal                                                            | Sachsen-Anhalt         | 51° 25′ 22″ N, 11° 50′ 4″ O     | Saxovent-Notus, Terrawatt Planungsgesellschaft                                                                 |
| Bürgerwindpark Löwenstedt                                                    | 2013 2014 2015                                                                                                | 41,8                                | 13           | Senvion 3.4M104 (6×) Senvion 3.2M114 (2×) Siemens SWT-3.0-113 (5×) | Löwenstedt                                                               | Schleswig-Holstein     | 54° 38′ 55″ N, 9° 10′ 35″ O     | Bürger-WP Löwenstedt                                                                                           |
| Windpark Feldatal                                                            | 1994 1999 2012 2015                                                                                           | 41,6                                | 19           | Enercon E-40/5.40 (2×) Enercon E-82 E2 (15×) Enercon E-115 (2×) | Ober-Ohmen Zeilbach                                                      | Hessen                 | 50° 37′ 25,9″ N, 9° 9′ 12,7″ O  | Renertec, Ohmwind                                                                                              |
| Windpark Farnstädt                                                           | 2004 2007 | 41                                  | 22           | NEG Micon NM82/1500 (6×) Vestas V90-2MW (16×) | Weida-Land Querfurt                                                      | Sachsen-Anhalt         | 51° 24′ 47″ N, 11° 35′ 14″ O    | e3 GmbH |
| Windpark Dörpen-Ost                                                          | 2002 2010–2011                                                                                                | 40,9                                | 21           | Tacke TW 600a (2×) Tacke TW 1.5s (5×) Enercon E-82 E2 (14×) | Dörpen Nordhümmling                                                      | Niedersachsen          | 52° 58′ 36″ N, 7° 24′ 57″ O     | WP nördliches Emsland                                                                                          |
| Windpark Hermannsburg                                                        | 2003 2006–2007                                                                                                | 40,5                                | 24           | NEG Micon NM82/1500 (15×) Vestas V90-2MW (9×) | Hermannsburg                                                             | Niedersachsen          | 52° 52′ 41″ N, 10° 2′ 34″ O     | EOS Holding, e3 GmbH, wpd                                                                                      |
| Windpark Kyritz-Plänitz-Zernitz                                              | 2001 2003 2009                                                                                                | 40,4                                | 29           | NEG Micon NM60/1000 (16×) Enercon E-66/18.70 (8×) Vestas V90-2MW (5×) | Kyritz Neustadt (Dosse) Zernitz-Lohm                                     | Brandenburg            | 52° 54′ 0″ N, 12° 23′ 3″ O      | wpd, Pommer&Schwarz, Renerco                                                                                   |
| Windpark Stüdenitz                                                           | 2005–2006 2009                                                                                                | 40,0                                | 26           | Vestas V82-1.5MW (24×) Vestas V90-2MW (2×) | Stüdenitz-Schönermark                                                    | Brandenburg            | 52° 35′ 50″ N, 12° 16′ 0″ O     | Global Wind Power                                                                                              |